# Кларк, Джеремайя
Джеремайя Кларк (англ. Jeremiah Clarke; 1674, Лондон — 1 декабря 1707, Лондон) английский барочный композитор и органист.

## Биография
Считается, что Джеремайя Кларк родился в Лондоне около 1674 года. Джеремайя был учеником Джона Блоу, служившего органистом в Соборе Святого Павла в Лондоне. Позже он стал (Кларк) органистом в королевской певческой капелле (англ. Chapel Royal). После смерти на этом месте его сменил Уильям Крофт.
Кларк более всего известен по произведению: «Марш принца датского» (англ. "Prince of Denmark’s March"), которое часто именуют «Trumpet Voluntary», написанное около 1700 года («Соло для трубы», в честь Георга Датского, супруга королевы Великобритании Анны). Примерно с 1878 по 1940-е годы это произведение приписывали Генри Пёрселлу. Данное произведение очень популярно в Англии как свадебное, в частности для королевских персон.
Существует произведение "Trumpet Tune in D" (также неверно приписываемое Генри Пёрселлу), часть полу-оперы "The Island Princess" которая была совместной работой Кларка и Дэниела Пёрселла (младшего брата Генри Пёрселла) — возможно, отсюда и идёт путаница.

## Самоубийство
«Жестокая и безнадежная страсть к очень красивой леди сословием выше занимаемого» заставила его совершить самоубийство. Прежде чем застрелиться, он думал о повешении или утоплении, а для того, чтобы решить свою судьбу, он бросил монету, однако монета упала ребром в грязь. Джеремайя выбрал третий способ смерти. Он застрелился на соборном кладбище. Самоубийц не принято погребать на освященной земле, но для Кларка было сделано исключение и его похоронили в склепе собора Святого Павла (хотя другие источники утверждают, что он был похоронен вне освящённой части соборного кладбища).

## Произведения
- Музыка для клавесина и органа.
- Мессы и другая религиозная музыка (включая 20 гимнов и ряд од).
- «Марш принца Датского[англ.]», известный как «Trumpet Voluntary».
- Trumpet Tune in D, из «полу-оперы» The Island Princess.
- Марш короля Вильгельма.

## Интересные факты
Всемирно известную славу «Trumpet Voluntary» получило благодаря её использованию в качестве позывного сигнала службы радиовещания Би-Би-Си. Данную интерпретацию для трубы, струнных и органа, сделал Генри Вуд.